# أوليفييه دوهامل
أوليفييه دوهامل هو محامي وإذاعي وسياسي فرنسي، ولد في 2 مايو 1950 في نويي-سور-سين في فرنسا. نشط حزبياً في الحزب الاشتراكي.

## مناصب
- انتخب رئيس Le Siècle (think tank) [الإنجليزية]‏ (2020 – ).
- انتخب محرر عمود الافتتاحية  [لغات أخرى]‏ أوروبا 1 [الإنجليزية]‏.
- انتخب صحفي الرأي لا شاين انفو [الإنجليزية]‏.
- في انتخابات البرلمان الأوروبي 1999، انتخب عضو في البرلمان الأوروبي عن دائرة فرنسا لترشحه ضمن قائمة الحزب الاشتراكي، وقد انضم خلال فترته النيابية (6 يوليو 1997 – 19 يوليو 2004) للكتلة البرلمانية التحالف التقدمي للاشتراكيين والديمقراطيين.
- انتخب رئيس المؤسسة الوطنية للعلوم السياسية [الإنجليزية]‏ (2016 – ).